# No Fun Mondays
No Fun Mondays è il secondo album di cover del cantautore e chitarrista  Billie Joe Armstrong, pubblicato nel 2020.

## Il disco
Questo album è stato suonato da Billie Joe Armstrong e i suoi 2 figli, Joseph Marciano (batterista dei SWMRS) e Jakob Danger (chitarrista degli Ultra Q). Il progetto nasce dalle 14 cover, di cui una in italiano, che Armstrong pubblicava durante la pandemia di COVID-19 sul suo canale YouTube solitamente il lunedì.

## Tracce
1. I Think We're Alone Now – 2:15 – Interprete originale Tommy James and the Shondells
2. War Stories – 2:42 – Interprete originale The Starjets
3. Manic Monday – 3:07 – Interprete originale The Bangles/Prince
4. Corpus Christi – 3:24 – Interprete originale  Avengers
5. That Thing You Do! – 2:49 – Interprete originale  The Wonders
6. Amico – 2:28 – Interprete originale Don Backy
7. You Can't Put Your Arms Around a Memory – 3:31 – Interprete originale Johnny Thunders
8. Kids in America – 3:09 – Interprete originale Kim Wilde
9. Not That Way Anymore – 2:53 – Interprete originale Stiv Bators
10. That's Rock 'n' Roll – 2:59 – Interprete originale Eric Carmen
11. Gimme Some Truth – 2:48 – Interprete originale John Lennon
12. Whole Wide World – 3:19 – Interprete originale Wreckless Eric
13. Police on My Back – 3:11 – Interprete originale  The Equals
14. A New England – 2:09 – Interprete originale  Billy Bragg

Durata totale: 40:44

## Formazione
- Billie Joe Armstrong - voce, chitarra, basso, and batteria
- Chris Dugan – batteria (tracce 8, 9, e 11)
- Bill Schneider – basso (traccia 8)
- Jason White – chitarra (traccia 8)